# Lista de presidentes da Câmara Municipal de Braga
Presidentes da Câmara Municipal de Braga desde 1836: 
- 1836 - João Rodrigues de Oliveira Catalão
- 1836 - Luís de Brito Prego de Lira
- 1837 - Francisco Xavier de Sousa Torres e Almeida
- 1839 - António Vieira de Araújo
- 1839 - Lourenço de Magalhães de Araújo Pimentel
- 1840 - Luís Joaquim Pereira de Mesquita
- 1843 - António Vieira de Araújo
- 1845 - António Barreto Pereira de Araújo Pimentel
- 1846 - António José da Costa e Veiga
- 1846 - João Teodósio de Araújo Leão
- 1847 - Gaspar da Costa Pereira de Vilhena Coutinho
- 1847 - António Vieira de Araújo
- 1849 - Félix Maria Gomes de Araujo Álvares
- 1852 - José Joaquim Soares Russel
- 1852 - Duarte Ferreri de Gusmão, 2.º Barão de São Martinho de Dume (Janeiro de 1852 a Janeiro de 1854)
- 1854 - António José da Costa e Veiga
- 1856 - Francisco de Campos de Azevedo Soares, depois 1.º Visconde de Carcavelos e 1.º Conde de Carcavelos
- 1858 - José Joaquim Soares Russel
- 1860 - Custódio de Faria Pereira da Cruz
- 1862 - Francisco Manuel da Costa
- 1864 - José Joaquim Soares Russel
- 1864 - Bento Miguel Leite Pereira
- 1866 - Joaquim José da Costa Rebelo, 1.º Barão da Gramosa
- 1868 - João Carlos Pereira Lobato Soares de Azevedo
- 1870 - Raimundo Venâncio Rodrigues Capela
- 1871 - José Antonio Rebelo da Silva
- 1872 - Félix Maria Gomes de Araújo Álvares
- 1874 - Jerónimo da Cunha Pimentel
- 1876 - João Machado Pinheiro Correia de Melo, 1.º Visconde de Pindela
- 1878 - António José Pimenta Gonçalves Júnior
- 1879 - Joaquim José Malheiro da Silva
- 1882 - José Borges Pacheco Pereira de Faria
- 1887 - João Carlos Pereira Lobato de Azevedo
- 1890 - José Júlio Martins de Sequeira
- 1893 - João Baptista de Sousa de Macedo Chaves
- 1896 - Joaquim Gomes de Araújo Álvares
- 1897 - António José da Silva Correia Simões
- 1898 - Baltazar Aprígio Ferreira de Melo e Andrade
- 1901 - José Júlio Martins de Sequeira
- 1904 - Domingos da Fonseca Martins
- 1905 - Domingos José Soares Júnior
- 1908 - Alfredo Machado
- 1908 - Domingos José Soares Júnior

| Presidente                        | Início do Mandato      | Fim do Mandato         | Notas |
| Francisco José de Faria           | 1910                   | 1910                   | |
| Domingos Leite Pereira            | 1910                   | 1912                   | Republicano                                                                                               |
| Albano Justino Lopes Gonçalves    | 1912                   | 1915                   | |
| Eurico Taxa Ribeiro               | 1915                   | 1918                   | |
| Francisco Rodrigues da Silva      | 1918                   | 1918                   | |
| Domingos José Soares              | 1918                   | 1919                   | |
| José Leão Ferreira da Silva       | 1919                   | 1922                   | |
| Paulo Correia Braga               | 1922                   | 1923                   | |
| José Caetano da Fonseca Lima      | 1923                   | 1926                   | |
| Manuel Ferreira Capa              | 1926                   | 1926                   | |
| Domingos José Soares              | 1926                   | 1929                   | |
| Albino José Rodrigues             | 1929                   | 1931                   | |
| Cipriano de Castro Martins        | 1931                   | 1933                   | |
| Albino José Rodrigues             | 1933                   | 1938                   | |
| Francisco de Araújo Malheiro      | 1938                   | 1945                   | |
| Francisco Machado Owen            | 1945                   | 1949                   | |
| António Maria Santos da Cunha     | 1949                   | 1961                   | |
| Francisco de Araújo Malheiro      | 1961                   | 1964                   | |
| Viriato José Amaral Nunes         | 1964                   | 1970                   | |
| Alberto José do Vale Rêgo Amorim  | 9 de Outubro de 1970   | 3 de Maio de 1974      | |
| Benjamim Leite Cardoso            | 14 de Maio de 1974     | 9 de Outubro de 1974   | Comissão administrativa Municipal                                                                         |
| Vítor Manuel Figueiredo Branco    | 20 de Novembro de 1974 | 22 de Outubro de 1975  | Comissão administrativa Municipal                                                                         |
| José Augusto Ferreira Salgado     | 29 de Outubro de 1975  | 31 de Março de 1976    | Comissão administrativa                                                                                   |
| Fernando David Nogueira Arantes   | 7 de Abril de 1976     | 29 de Dezembro de 1976 | Comissão administrativa                                                                                   |
| Francisco Soares Mesquita Machado | 3 de Janeiro de 1977   | 1983                   | |
| António Manuel de Sousa Fernandes | 1983                   | 1983                   | Assumiu a presidência quando Mesquita Machado foi Secretário de Estado da Habitação e Fomento Cooperativo |
| Francisco Soares Mesquita Machado | 1983                   | 2013                   | |
| Ricardo Bruno Antunes Machado Rio | 2013                   | atualidade             | |